# Fredrik Gertten
Carl Fredrik (von) Gertten (né le 3 avril 1956 à Malmö) est un réalisateur et un journaliste suédois.
Gertten a travaillé en tant que journaliste pour des journaux, des radios et des chaînes de télévision en Afrique, en Amérique Latine, en Asie et en Europe durant les années 1980 et 1990. En 1995, il a publié le livre de voyages Ung man söker världen (Jeune homme à la recherche du Monde) chez l'éditeur Gong Gong förlag. Il a écrit pour le journal Arbetet de 1990 jusqu'à la fin de sa parution en 2000, et pour Kvällsposten (en) de 2001 à 2003. Il a aussi été le producteur de documentaires et d'émissions de divertissement pour les chaînes de télévision SVT, TV 4 et TV 3.
En 2009, la compagnie de production de Gertten, WG Film, fut attaquée en justice pour diffamation par la Dole Food Company à la suite de la retransmission aux États-Unis de Bananas!*, un film documentaire sur le conflit entre Dole et des travailleurs de plantations de bananes au Nicaragua au sujet de cas présumés de stérilité causés par le pesticide DBCP. Le tribunal trancha en faveur de la compagnie de production et le procès devint le sujet du documentaire de Gertten, Big Boys Gone Bananas!* en 2011.

## Filmographie
(septembre 2015).

### Réalisation et production
- 2019 – Jozi Gold
- 2019 – Push
- 2016 – Becoming Zlatan (Den unge Zlatan)
- 2015 : Bikes vs Cars[5]
- 2012 – The Invisible Bicycle Helmet (short documentary)
- 2011 : Big Boys Gone Bananas!*
- 2009 : Bananas!*
- 2005 : Sossen, arkitekten och det skruvade huset (The Socialist, the Architect, and the Twisted Tower)
- 2005 : An Ordinary Family
- 2003 : Bye Bye Malmö (Just a Piece of Steel)
- 2002 : Poesigeneralen (The Poetry General)
- 2002 : Vägen tillbaka - Blådårar 2 (The Way Back, True Blue 2)
- 2001 : Resa med Siluett (Travel with Siloutte)
- 2001 : Mordet på en tidning (The Death of a Working Man's Newspaper)
- 2000 : The Great Bridge (court métrage)
- 2000 : Gå på vatten (Walking on Water)
- 1998 : Blådårar (True Blue)

## Production
- 2008 : Burma VJ d'Anders Østergaard
- 2008 : Final Image d'Andrés Habbeger
- 2007 : The Leftovers de Kerstin Übelacker et Michael Cavanagh
- 2006 : Milkbar de Terese Mörnvik et Ewa Einhorn
- 2006 : Thin Ice (Tunn Is) de Håkan Berthas
- 2006 : Belfast Girls de Malin Andersson
- 2003 : Love Boat d'Anna Norberg (court métrage)
- 2002 : Boogie Woogie Pappa d'Erik Bäfving (court métrage)
- 1998 : Sambafotboll de Lars Westman et Fredrik Ekelund